# Klein Rheide
Klein Rheide település Németországban, Schleswig-Holstein tartományban. Lakosainak száma 343 fő (2023. december 31.).

## Népesség
A település népességének változása:
| Lakosok száma | 269  | 332  | 331  | 323  | 337  | 343  |
|               | 1975 | 2017 | 2019 | 2021 | 2022 | 2023 |